# Préfecture d'Okinawa
 (juin 2023).
Motif : Cet article porte sur la division administrative et ne doit pas faire doublon avec les pages géographiques. Le contenu des sections Histoire, Climat ou Culture est principalement à transférer vers les pages Îles Ryūkyū ou Archipel Okinawa.
Pour les articles homonymes, voir Okinawa.

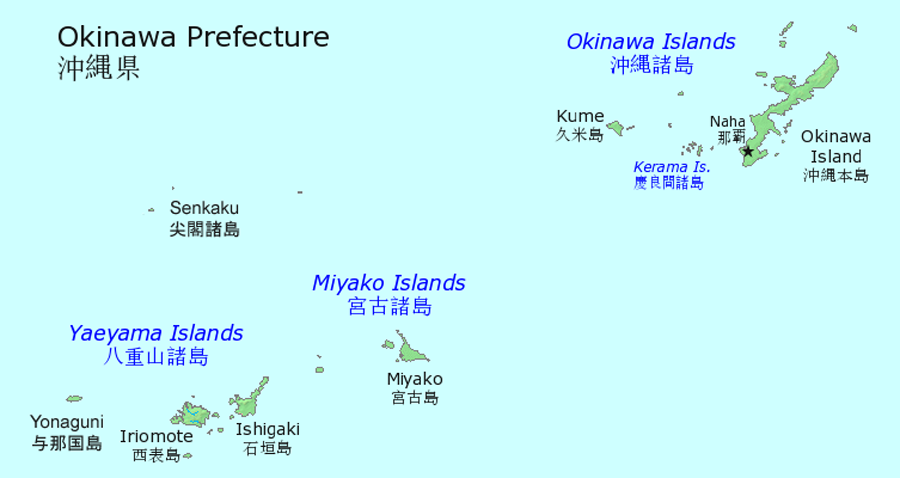
Îles de la préfecture (manquent les îles Daitō à l'est).

La préfecture d'Okinawa (沖縄県, Okinawa-ken, en okinawaïen : ウチナー, Uchinaa) est une préfecture du Japon, administrant les îles Ryūkyū et les îles Daitō.

## Histoire

### Âge de pierre
Le plus ancien site de l’époque paléolithique à Okinawa est la grotte de Yamashita, située dans la ville de Naha. Il est daté d’environ 32 000 ans.

### Période Jomon
Dès l’époque Jōmon, les habitants utilisaient déjà des pirogues monoxyles pour naviguer, et des échanges actifs avaient lieu avec le Japon continental. Des objets en obsidienne provenant de la préfecture de Saga, sur Kyushu, ont notamment été découverts dans des sites archéologiques de l’île d’Okinawa et des îles Amami, ce qui témoigne de relations commerciales étroites dès cette période,.

### Ère Kaizuka
Durant la période dite des amas coquilliers, s'étendant approximativement du Ier au Xe siècle, la région d'Okinawa ne pratiquait pas encore l’agriculture. Les populations vivaient principalement de la pêche, de la chasse et de la cueillette. Cette époque, qui s’étend d’environ le début de l’ère commune jusqu’au VIIe siècle, est classée archéologiquement comme la « fin de la période des amas coquilliers ».
Les habitations étaient soit semi-enterrées (tateana-shiki), soit construites à même le sol, et les vestiges tels que les amas coquilliers ou les ossements permettent de mieux comprendre les modes de vie de cette époque,.
Entre le VIIe et le Xe siècle, cette période est considérée comme la phase terminale de la période des amas coquilliers, marquant la transition vers les débuts de la période Gusuku. L'utilisation d'outils en fer devient courante, les pratiques funéraires évoluent, et l’on voit apparaître les premières formations villageoises accompagnées de signes de différenciation sociale. Ces éléments suggèrent le début d’une stratification de la société.
À cette époque, Okinawa constituait une aire culturelle indépendante, sans système d’écriture ni appartenance à un État quelconque. Bien que des échanges commerciaux à petite échelle aient eu lieu avec le sud de Kyushu et les îles Amami, il n’existait pas encore de domination ou d’influence marquée de la part de puissances extérieures.
La langue et la composition ethnique de la région se seraient développées de manière complexe, tout en conservant une identité propre, distincte à la fois du Japon continental et de l’Asie du Sud-Est.

### Période Sanzan
Pendant la période des Trois Royaumes, l’île principale d’Okinawa était divisée entre trois puissances rivales : Hokuzan, Chūzan et Nanzan. Ces entités politiques coexistaient tout en se livrant des conflits territoriaux. En 1429, Shō Hashi, roi de Chūzan, vainquit Hokuzan et Nanzan, unifiant ainsi l’ensemble de l’île. Cette unification marque le début de la première dynastie des Shō (Dai Ichi Shō Shi Ōtō) et le véritable commencement de l’époque du royaume de Ryūkyū.
À partir de cette époque, des relations commerciales régulières s'établirent avec la Chine, et des éléments culturels tels que l’usage des caractères chinois commencèrent à être introduits. Le royaume de Ryūkyū, centré autour de la ville portuaire de Naha, prospéra en tant qu’État commerçant, jouant un rôle d’intermédiaire dans le commerce entre l’Asie de l’Est et du Sud-Est. Sur le plan culturel, il développa une civilisation originale tout en intégrant des influences venues du Japon, de la Chine, de la Corée et du monde asiatique méridional,.

### Période sous l’autorité de Satsuma
En 1609, dans le cadre de sa politique extérieure, le domaine de Satsuma intervint dans le royaume de Ryūkyū. À partir de cette date, Ryūkyū fut administré sous l’autorité de Satsuma, tout en conservant son rôle traditionnel de pays tributaire dans le système diplomatique chinois (sakkō).
Cette configuration particulière permit au royaume d’entretenir simultanément des relations formelles avec la Chine et des liens politiques avec le Japon, faisant de Ryūkyū un exemple unique de diplomatie équilibrée dans l’histoire de l’Asie de l’Est.
Durant cette période, l’administration centrale du royaume fut consolidée, l’éducation se diffusa davantage, et les principes du confucianisme s’enracinèrent progressivement. Les relations avec Satsuma exercèrent une certaine influence sur les institutions et l’économie du royaume, mais Ryūkyū parvint à préserver et à faire évoluer ses traditions propres. Sa langue, ses arts du spectacle et ses croyances religieuses continuèrent à se développer dans un environnement culturel riche et original,.

### Ère Meiji
Par la suite, en 1872, sous l’ère Meiji, le royaume de Ryūkyū fut officiellement intégré à l’État japonais, marquant la fin de son statut de tribut envers la dynastie Qing. Le han de Ryūkyū fut alors établi en tant qu’entité administrative japonaise.
L’ancien roi Shō Tai (尚泰) se rendit à Edo (l’actuel Tokyo) où il fut nommé seigneur du han de Ryūkyū, puis élevé au rang de noblesse japonaise (kazoku).
En 1879, dans le cadre d’un processus national de réforme connu sous le nom de haihan-chiken (廃藩置県), qui visait à abolir tous les fiefs féodaux (han) à travers le Japon, le han de Ryūkyū fut lui aussi dissous. À sa place, la préfecture d’Okinawa fut créée, marquant l’intégration administrative complète de l’archipel au Japon moderne,.

### Seconde guerre mondiale
Pendant la Seconde Guerre mondiale, Okinawa fut le seul territoire du Japon métropolitain à avoir été le théâtre de combats terrestres à grande échelle. En avril 1945, dans le cadre de l’opération Iceberg, les forces américaines débarquèrent sur l’île, déclenchant la bataille d’Okinawa,.
Ce conflit, l’un des plus meurtriers de la guerre du Pacifique, fit environ 200 000 victimes. Parmi elles, on compte environ 66 000 soldats japonais, 12 500 soldats américains, ainsi qu’environ 122 000 habitants d’Okinawa.
Ces derniers comprenaient environ 94 000 civils et 28 000 militaires et auxiliaires originaires d’Okinawa. L’armée américaine employa un large éventail d’armes, telles que des bombardements navals, des frappes aériennes et des lance-flammes. Des assauts ciblés contre les grottes servant d’abris aux soldats et aux civils, connus sous le nom d’« attaques en selle » (uma-nori kōgeki), entraînèrent de lourdes pertes parmi la population locale,.

### Après la guerre
Après la fin de la Seconde Guerre mondiale, Okinawa fut séparée du reste du Japon et placée sous l’administration militaire des États-Unis. Sous cette gouvernance, la population locale entreprit la reconstruction de son quotidien, avec le développement des infrastructures et la réorganisation du système éducatif.
Des changements significatifs touchèrent également les structures politiques, économiques et sociales : la monnaie japonaise fut remplacée par le B yen, puis par le dollar américain, modifiant profondément le cadre de vie des habitants.
Durant cette période, la culture américaine s’implanta dans la société locale. Des plats tels que les tacos ou le taco rice sont aujourd’hui encore populaires à Okinawa et considérés comme des spécialités régionales.
Le 15 mai 1972, Okinawa fut officiellement rétrocédée au Japon et redevint une préfecture japonaise, un événement connu sous le nom de rétrocession d’Okinawa (hondō fukki). Si les systèmes administratifs, éducatifs et économiques furent réintégrés dans le cadre national japonais, une grande partie des bases militaires américaines demeura sur l’île. Cette présence continue constitue encore aujourd’hui un enjeu majeur pour la région.
Aujourd’hui, la préfecture d’Okinawa continue de promouvoir activement sa culture traditionnelle, son histoire et ses diverses richesses culturelles. La musique ryukyienne, le sanshin, la danse eisa, ou encore la cuisine d’Okinawa sont largement appréciés dans tout le Japon. Ces éléments culturels apparaissent fréquemment dans les médias populaires, tels que les séries animées ou la musique J-pop, témoignant de leur popularité persistante.
Un effort important est également consacré à la préservation et à la transmission du patrimoine linguistique, notamment des langues ryūkyū, souvent regroupées sous le terme de dialecte okinawaïen. Le gouvernement japonais, les collectivités locales et diverses associations régionales ont mis en place des initiatives de sauvegarde et d’éducation. Des cours de langue locale, des ateliers de musique folklorique ou d’arts traditionnels sont organisés dans les écoles et les communautés pour assurer la transmission aux jeunes générations,.
Cependant, certains défis demeurent, comme la forte concentration de bases militaires américaines dans la région à Naval Base Okinawa. Cela soulève des questions complexes sur l’équilibre entre le développement régional et la politique de sécurité nationale.
Dans ce contexte, Okinawa, forte de son histoire multiculturelle, multilingue et stratifiée, continue de jouer un rôle particulier dans la société japonaise contemporaine, affirmant son importance et son identité propres.

## Géographie

### Îles
La préfecture correspond géographiquement à l'archipel Ryūkyū (au sens strict), situé entre l'océan Pacifique et la mer de Chine orientale. Il appartient à l'archipel Nansei, situé à égale distance du Japon et de Taïwan.
Il se compose de quatre ensembles :
- l'archipel Okinawa (沖縄諸島, Okinawa shotō?) avec surtout Okinawa Hontō,
- l'archipel Kerama (慶良間諸島, Kerama shotō?), très proche, considéré parfois comme partie de l'archipel Okinawa,
- l'archipel Daitō (大東諸島, Daitō shotō?) à l'est, également considéré parfois comme partie de l'archipel Okinawa,
- l'archipel Sakishima (先島諸島, Sakishima shotō?) :
  - les îles Miyako (宮古列島, Miyako rettō?),
  - les îles Yaeyama (八重山列島, Yaeyama rettō?) avec notamment Ishigaki-jima et Iriomote-jima,
  - les îles Senkaku (尖閣諸島, Senkaku shotō?), situées au nord des îles Yaeyama et Miyako, composé de quatre îles et trois rochers inhabités et revendiquées par la République populaire de Chine et la République de Chine (Taïwan).

### Municipalités
La préfecture possède onze villes (entre parenthèses, leur nom en okinawanais) :
- Ginowan (Jino-on)
- Ishigaki (Ishigachi)
- Itoman (Ichuman)
- Miyakojima (Nāku)
- Nago (Nagu)
- Naha (Nāfa), la capitale
- Nanjō (Nanjoo)
- Okinawa (Uchinā), appelée jadis Koza
- Tomigusuku (Timigushiku)
- Urasoe ('Urashī)
- Uruma (Uruma)

Toutes ces villes sont sur Okinawa Hontō, à l'exception de Miyakojima (îles Miyako) et Ishigaki (îles Yaeyama).
La préfecture possède également onze bourgs et dix-neuf villages répartis en cinq districts :
| - District de Kunigami (Kunjan) : - Ginoza (Jinuja) - Higashi (Agarijima) - Ie (Iijima) - Kin (Chi'n) - Kunigami (Kunjan) - Motobu (Mutubu) - Nakijin (Nachijin) - Onna (Unna) - Ōgimi (Ujimi) | - District de Nakagami (Nakajan) : - Chatan (Chatan) - Kadena (Kadina) - Kitanakagusuku - Nakagusuku (Nakagushiku) - Nishihara (Nishibaru) - Yomitan (Yu'ntan) | - District de Shimajiri (Shimajiri) : - Aguni (Aguni) - Haebaru (Feebaru) - Iheya (Ihyaa) - Izena (Ijina) - Kitadaitō (Ufuagarijima) - Kumejima (Kumijima) - Minamidaitō - Tokashiki (Tukashichi) - Tonaki (Tunachi) - Yaese - Yonabaru (Yunabaru) - Zamami (Jamami) | - District de Miyako (Naaku) : - Tarama (Tarama) - District de Yaeyama (Eema) : - Taketomi (Dakidun) - Yonaguni (Yunaguni) |

Les districts de Kunigami et Nakagami sont sur Okinawa Hontō, celui de Shimajiri est sur Okinawa Hontō et le reste de l'archipel Okinawa, îles Kerama et Daitō comprises. Les districts de Miyako et Yaeyama sont sur les îles éponymes.

## Climat
Okinawa se situe en zone subtropicale. La température moyenne annuelle est de 22,4 °C. Même en hiver, la température moyenne est de 16 °C et ne descend jamais sous les 10 °C.

## Économie
Avec un taux de pauvreté plus de deux fois supérieur à la moyenne nationale depuis des décennies, Okinawa est la préfecture la plus pauvre du Japon,,. 
La plus grande composante de l'économie d'Okinawa est le secteur tertiaire, avec le tourisme. Le secteur du bâtiment est également très important.
L'agriculture profite du climat subtropical. Les cultures principales sont la canne à sucre, les légumes, les fleurs et les fruits.
L'élevage était traditionnellement concentré sur le porc, mais l'élevage bovin a récemment été développé pour l'export.	
La pêche côtière et en eau profonde est pratiquée pour la bonite et le thon. L'aquaculture produit des crevettes et le Mozuku, un type d'algue. Depuis 2005, l'aquaculture produit également de l'euglena, une microalgue. Euglena (entreprise) a par exemple produit 60 tonnes d'euglena en 2016 sur l'île d'Ishigaki.
La plus importante industrie en volume concerne la transformation de la canne à sucre et de l'ananas. Après la construction d'une raffinerie de pétrole sur la côte Est d'Okinawa Honto, le raffinage est presque égal à l'agroalimentaire. La troisième industrie est la production d'aliments finis et le tabac. Les productions traditionnelles incluent l'Awamori, les vêtements colorés Bingata, la poterie, le textile et les céramiques laquées.

## Démographie
Au 1er octobre 2000, la préfecture d'Okinawa avait une population de 1 318 218 habitants et une densité de 580 habitants/km². C'est dans cette préfecture, et notamment dans l'archipel d'Okinawa, que l'on retrouve la plus longue espérance de vie (86 ans pour les femmes et 78 ans pour les hommes[Quand ?]) ainsi que le plus grand nombre de centenaires à l’échelle de la planète, en partie grâce à l'hérédité et à l'alimentation des okinawaïens.

## Culture

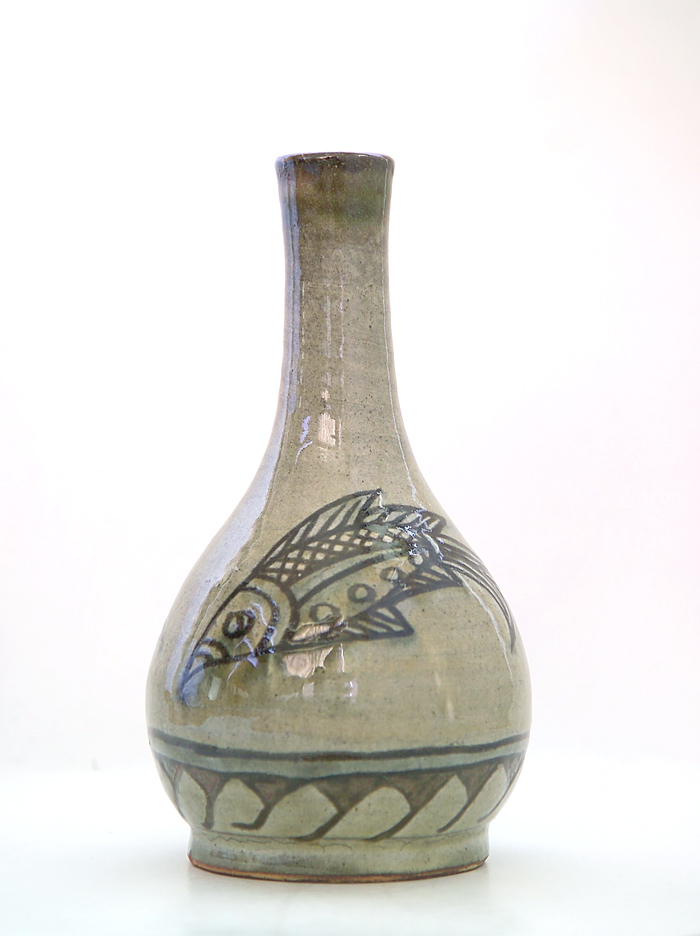
Poterie d'Okinawa.

Les habitants de cette partie du Japon, qui se démarque du reste du pays par sa culture, appartiennent à l'une des rares minorités japonaises. Leur culture religieuse se caractérise par la prédominance des femmes dans la vie religieuse et la faible influence du bouddhisme dans la culture villageoise. Les habitants de l'ancien royaume des Ryūkyū parlent plusieurs langues différentes, les langues ryūkyū, dont la plus connue est l'Uchinaguchi. Ces langues ne se confondent pas avec les dialectes du japonais comme le Kansai-ben et constituent un groupe linguistique distinct.
Par ailleurs, la culture d'Okinawa se distingue de la culture japonaise par l'originalité du système familial et des traditions culinaires et musicales. Malgré une politique d'intégration systématique par l'apprentissage de la langue japonaise, et une différence de traitement des habitants d'avec les nationaux, Okinawa réaffirme aujourd'hui une identité culturelle propre. Enfin, Okinawa est considérée comme le lieu de naissance du karaté et du Kobudo.
Dans le cadre de la protection et conservation du patrimoine naturel, le Parc quasi national d'Okinawa Senseki a été créé.
Les races de chevaux Miyako et Yonaguni sont originaires de la région.

### Cuisine

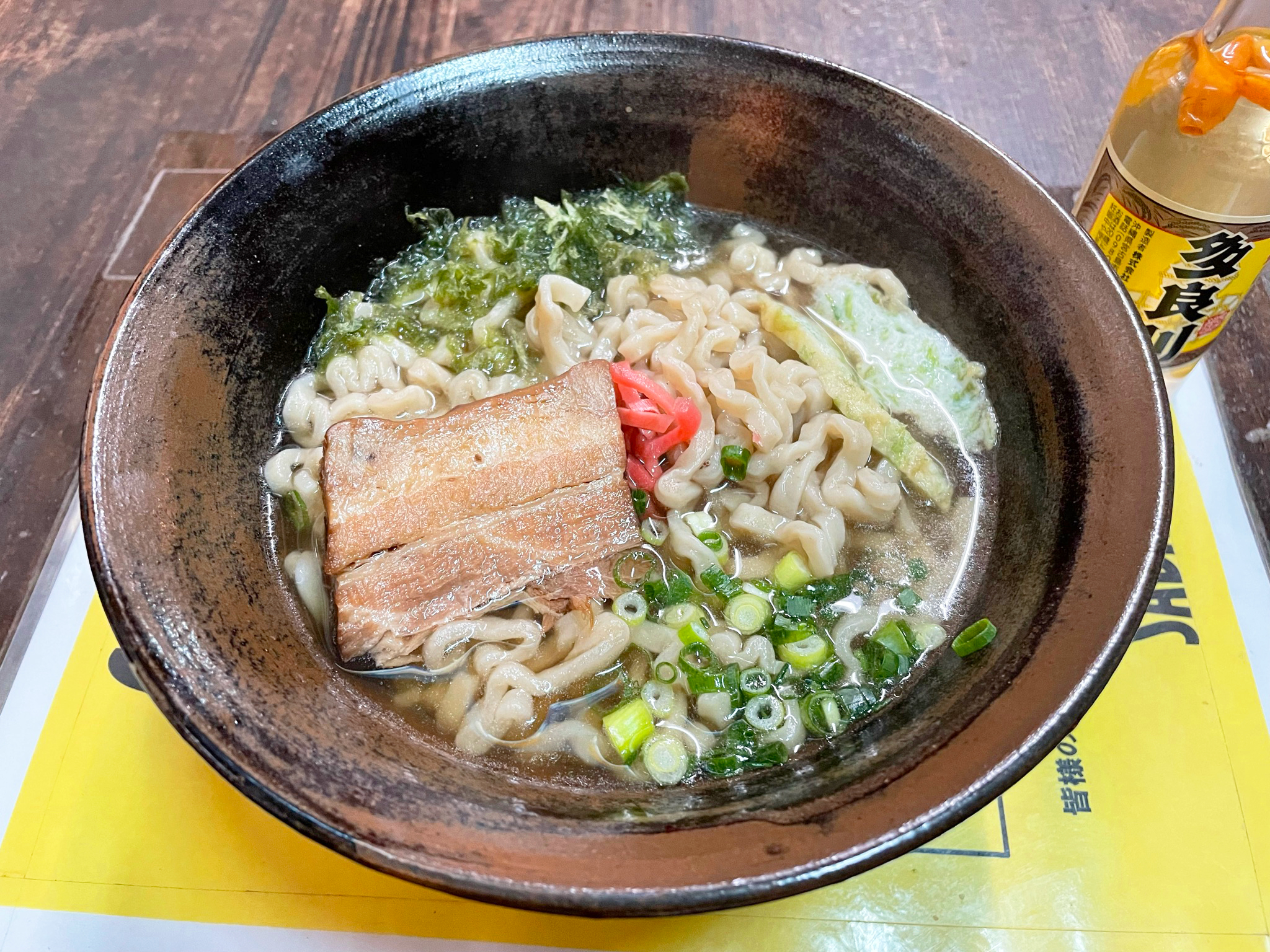
Okinawa Soba

Contrairement à celle du Japon continental,La cuisine d’Okinawa se caractérise par une prédominance de plats mijotés, sautés ou frits, tandis que la consommation de poisson cru, comme le sashimi, y est relativement rare. Il existe quelques influences croisées avec la cuisine Kyūshū.
Parmi les plats représentatifs de la cuisine d’Okinawa, on peut citer :
- Gōyā champurū (ゴーヤチャンプルー) : un sauté amer à base de melon gōyā, tofu, porc et œuf.
- Okinawa soba (沖縄そば) : nouilles épaisses servies dans un bouillon de porc, garnies de viande[33].
- Rafutē (ラフテー) : poitrine de porc mijotée dans de la sauce soja et du sucre[33].
- Sōki-jiru (ソーキ汁) : soupe avec des travers de porc.
- Sātā andāgī (さーたーあんだぎー) : beignets sucrés frits traditionnels.

### Instruments de musique

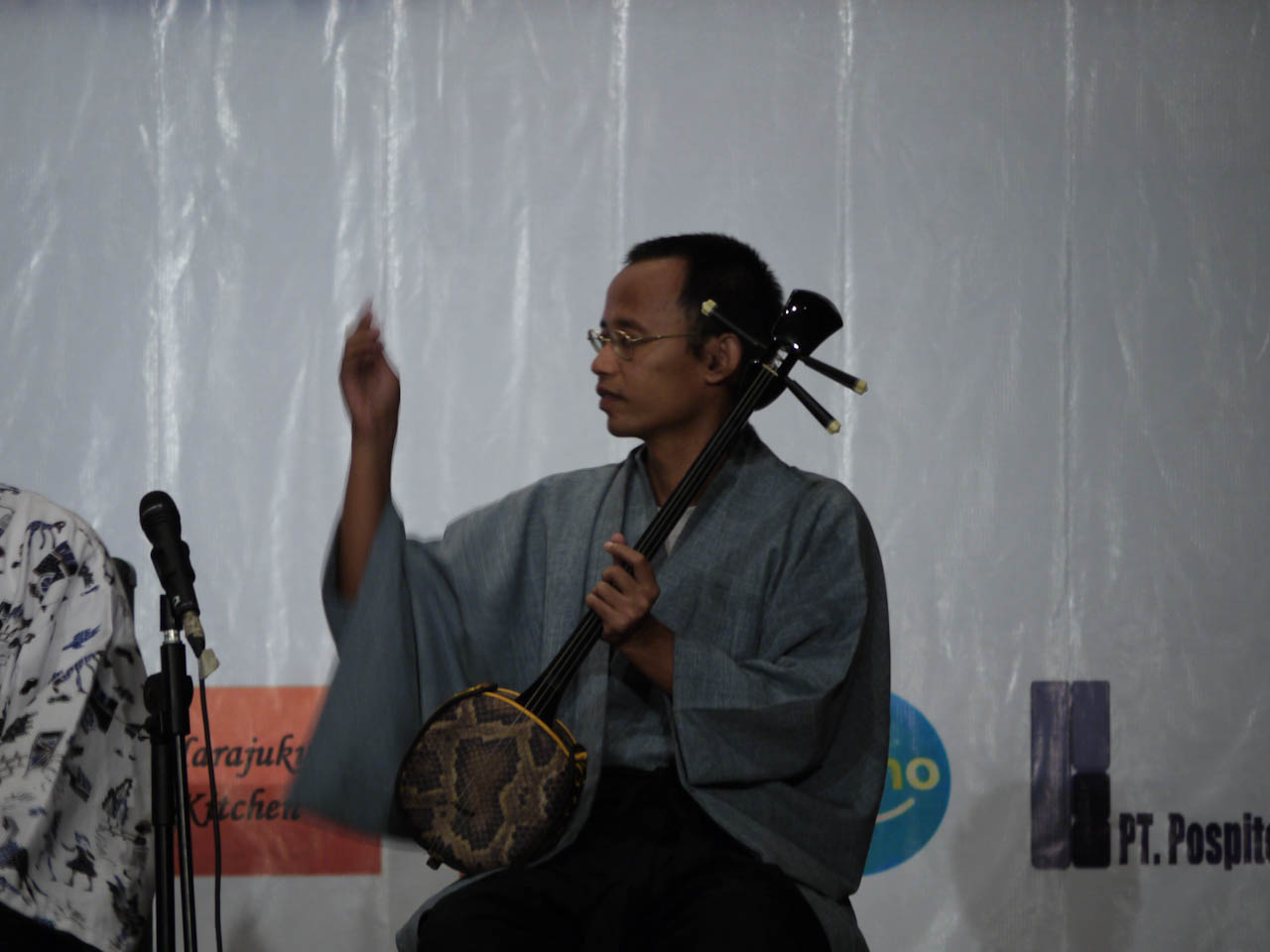
Sanshin

L’instrument le plus emblématique d’Okinawa est sans conteste le sanshin (三線), qui occupe une place centrale dans la culture musicale locale. Pour les habitants d’Okinawa, le sanshin est bien plus qu’un simple instrument : il est un symbole identitaire profondément enraciné.
Le sanshin est également considéré comme l’ancêtre du shamisen (三味線) japonais, utilisé sur le continent.
D’autres instruments traditionnels d’Okinawa comprennent notamment :
- Parankū (パーランクー) – petit tambour utilisé dans les danses eisa.
- Kuchō (クッチョー) – instrument à cordes traditionnel moins répandu.
- Ryūkyū kokyū (琉球胡弓) – violon traditionnel ryūkyūan.
- Tambour eisa (エイサー太鼓) – grand tambour utilisé dans les festivals de danse eisa.
- Chijin (チヂン) – grand tambour cérémonial.

### Éducation
L'Institut scientifique et technologique d'Okinawa s'y trouve.

### Fictions se déroulant à Okinawa
- Guerre des gangs à Okinawa, réalisé en 1971 par Kinji Fukasaku (JP)
- Karate Kid 2, réalisé en 1986 par John G. Avildsen
- Sonatine, mélodie mortelle, réalisé en 1993 par Takeshi Kitano (JP)
- Beat, réalisé en 1998 par Amon Miyamoto (JP)
- Okinawa Rendez-Vous, réalisé en 2000 par Gordon Chan (HK)
- Great Teacher Onizuka (anime), épisodes 37 à 41, première diffusion en 2000 (JP)
- Digimon Tamers - Boukensha Tachi no Tatakai, réalisé en 2001 par Tetsuo Imazawa (JP)
- Kill Bill, réalisé en 2003 par Quentin Tarantino (US)
- The Pacific, (9e épisode), réalisé en 2010 par Tim Van Patten (US)
- Inazuma Eleven (anime), épisodes 47 à 53, première diffusion en 2009 (JP)

## Jumelage
La préfecture d'Okinawa est jumelée avec les municipalités ou régions suivantes :
- Fujian (Chine) depuis le 4 septembre 1997 ;
- Hawaii (États-Unis) depuis le 14 juin 1985 ;
- Santa Cruz (Bolivie) depuis le 18 novembre 1992 ;
- Mato Grosso do Sul (Brésil) depuis le 22 avril 1986.

## Œuvres se déroulant à Okinawa

### Anime・Manga
- Okinawa de suki ni natta ko ga hōgen sugite tsura sugiru
- Accel World (arc du voyage scolaire)
- Asobi ni Iku yo!
- Eureka Seven AO
- Non Non Biyori (Dans la version film)
- SK∞ the Infinity
- Oishinbo (épisode : duel de cuisine pour la longévité)
- Gyo
- Saiki Kusuo no Psi-nan. (arc du voyage scolaire)
- Shiman-chu MiRiKa
- Stratos 4
- Tsurezure Children (arc du voyage scolaire)
- Harukana Receive
- BLOOD+

- ONE OUTS

#### Ouvrages
- Makoto Katsumata (dir.) (préf. Jean-Michel Baylet), Les loisirs au Japon : actes du colloque Temps libre, loisirs et tourisme en France et au Japon, Paris, L'Harmattan, coll. « Logiques sociales », 1993, 351 p. (ISBN 2-7384-1887-2), « L'industrie des loisirs et le développement local. Le cas des îles d'Okinawa »
- Patrick Beillevaire (dir.), Japon, peuple et civilisation, Paris, La Découverte, coll. « Poche », octobre 2004, 238 p. (ISBN 978-2-7071-4433-1, présentation en ligne), « Le particularisme d'Okinawa », p. 25-26

#### Articles
- Patrick Beillevaire, « Okinawa, un archipel sous influences », Hérodote, La Découverte, nos 78-79,‎ janvier 1996 (ISSN 0338-487X)
- Shiratori Hiroshi, « Le mouvement référendaire au Japon après la Guerre froide. Une analyse comparative inspirée de Rokkan », Revue française de science politique, vol. 51, no 4,‎ 2001, p. 637-651 (lire en ligne)Une étude comparative des référendums au Japon, et des référendums de 1996 à Okinawa.